# Crkva Panagija (Solun)
Crkva Panagia Halkeon (bogorodice zaštitnice kazandžija) je 11. vekovna crkva u gradu Solunu, na severu Grčke.
Crkva se nalazi na trgu Dikastrion ,severno od Via egnacije, na mestu gde se prelazi u Aristotelovu aveniju, što dovodi do Aristotelovog trga. Naziv Panagia Halkeon (bogorodica zaštitnica kazandžija) potiče od blizine područja na kome se crkva nalazi, odnosno mesta koje tradicionalno zauzimaju gradske kazandžije.
Crkva je verovatno podignuta 1028. godine od protospata Kristofora, katepana Lombardije, i njegove žene Marije, sina Nićifora, i njihove dve ćerke. Osnova crkve je klasičan krst upisan u kvadrat,tipičan za period makedonske arhitekture tog vremena (srednje vizantijskog perioda), sa četiri kolone i tri kupole. Cela zgrada je izgrađena od cigle, pa je popularni naziv crkve crvena crkva. Unutrašnjost je bogato ukrašena vizantijskim freskama tog perioda, na freskama se može videti carigradski uticaj tog vremena. Freske iz 11. i 14. veka su dobro očuvane. Osvajanjem grada 1430. godine od strane Turaka i turskog sultana Murata II, crkva je pretvorena u džamiju pod nazivom Kazandžilar džamija (džamija kazandžijskih trgovaca), freske su prekrivene malterom, uklonjen je zvonik i oltar. Posle oslobođenja Soluna u Balkanskim ratovima od 1912-1913 godine, crkvi je vraćen zvonik i ponovo je otvorena. Danas je na listi svetske kulturne baštine i predstavlja jedan od najlepših primera vizantijske umetnosti u Solunu.

## Literatura
1. 1 2  „Παναγία των Χαλκέων, Θεσσαλονίκη”, Hellenic Ministry of Culture (на језику: Greek), Архивирано из оригинала 14. 02. 2008. г., Приступљено 21. 4. 2010
2. ↑  Kazhdan, Alexander, ур. (1991), Oxford Dictionary of Byzantium, Oxford University Press, стр. 1569,  978-0-19-504652-6